# Атлетика на Летњим олимпијским играма 1908 — троскок за мушкарце
Такмичење у троскоку за мушкарце, је било једна од атлетских дисциплина на Олимпијским играма 1908. у Лондону. Одржано је 25. јула на стадиону Вајт сити.
Учествовало је 20 такмичара из 8 земаља.

## Земље учеснице
| - Канада (2) - Финска (1) - Уједињено Краљевство (4) - Грчка (1) |  | - Норвешка (3) - Јужноафричка република (1) - Шведска (1) - САД (8) |

## Систем такмичења
Сваком такмичару је дозвољено да изведе три скока, након тога тројици најбољих су дозвоњена још три додатна скока у финалу да би се добио победник.

## Рекорди пре почетка такмичења
Ово су важећи светски (најбољи резултат на свету) и олимпијски рекорди (у метрима) пре Летњих олимпијских игара 1908.
| Најбољи резултат на свету | 15,35 * | John Breshnihan | Велика Британија | Бандон, УК       | 26. август 1906. |
| Олимпијски рекорд         | 14,47   | Мајер Принстајн | САД              | Париз, Француска | 16. јул 1900.    |

- = незванично

## Нови рекорди после завршетка такмичења
| Олимпијски рекорд | 14,92 | Тим Ахерн | Уједињено Краљевство | Лондон, УК | 25. јул 1908. |

Олимпијски рекорд је обаран три пута. Прво је Тим Ахерн поставио нови олимпијски рекорд са 14,73 метра. Затим је Гарфилд Макдоналд побољшао рекорд на 14,76 метара и на крају Ахер поставио нови олимпијски рекорд са 14,92 метра.

## Освајачи медаља
|                                  |                          |                          |
| Тим Ахерн · Уједињено Краљевство | Гарфилд Макдоналд Канада | Едвард Ларсен · Норвешка |

## Резултати

### Квалификације
У квалификацијама такмичари су били подељени у три групе. За финале, које је одржано истог дана, су се квалификовала тројица са најбољим резултатима (КВ). 
| Место | Група | Атлетичар            | Земља                  | Резултат  | Белешка |
| ----- | ----- | -------------------- | ---------------------- | --------- | ------- |
| 1     | Б     | Тим Ахерн            | Уједињено Краљевство   | 14,72'    | ОР, КВ  |
| 2     | Ц     | Едвард Ларсен        | Норвешка               | 17,32     | КВ      |
| 3     | Б     | Гарфилд Макдоналд    | Канада                 | 17,14     | КВ      |
| 4     | Ц     | Келвин Брикер        | Канада                 | 14,10     |         |
| 5     | А     | Плат Адамс           | САД                    | 14,07     |         |
| 6     | Ц     | Frank Mount Pleasant | САД                    | 13,97     |         |
| 7     | А     | Карл Фриксдал        | Шведска                | 13,65     |         |
| 8     | Б     | Џон Бренан           | САД                    | 13,59     |         |
| 9     | А     | Мартин Шеридан       | САД                    | 13,42     |         |
| 10    | Б     | Doug Stupart         | Јужноафричка република | 13,40     |         |
| 11    | А     | Cyril Dugmore        | Уједињено Краљевство   | 13,31     |         |
| 12    | Ц     | Michael Dineen       | Уједињено Краљевство   | 13,23     |         |
| 13    | А     | Хенри Олсен          | Норвешка               | 13,17     |         |
| 14    | Б     | Oscar Guttormsen     | Норвешка               | 13,16     |         |
| 15    | А     | Димитриос Милер      | Грчка                  | 13,09     |         |
| 16    | А     | Френк Ајронс         | САД                    | 12,67     |         |
| 17    | Б     | Сам Бела             | САД                    | 12,55     |         |
| 18    |       | Натанијел Шерман     | САД                    | Непознато |         |
| 18    |       | Џорџ Мејбери         | Уједињено Краљевство   | Непознато |         |
| 18    |       | Јухо Халме           | Финска                 | Непознато |         |

### Финале
У филалу су најбоља тројица из квалификација скакали још по три скока.
| Место                         | Атлетичар            | Земља | Резултат | Белешка |
| ----------------------------- | -------------------- | ----- | -------- | ------- |
| align=left\|Тим Ахерн         | Уједињено Краљевство | 14,92 | ОР       |         |
| align=left\|Гарфилд Макдоналд | Канада               | 14,76 | ОР       |         |
| align=left\|Едвард Ларсен     | Норвешка             | 17,39 |          |         |